# 中国民主建国会云南省委员会
中国民主建国会云南省委员会，简称民建云南省委、云南民建，是中国民主建国会在云南省的地方组织。